# Ericeia umbrosa
Ericeia umbrosa är en fjärilsart som beskrevs av Walker 1869. Ericeia umbrosa ingår i släktet Ericeia och familjen nattflyn. Inga underarter finns listade i Catalogue of Life.